# 2013年5月中國大陸

## 5月31日
- 中新网太原5月31日电(任丽娜) 31日，山西省纪委对外发布消息称，山西运城市夏县公安局原局长孙宏军涉嫌严重违纪违法被移送檢察机关侦察。鳳凰網（页面存档备份，存于）
- 记者从上海警方获悉，昨天上午，嘉定区新怡幼儿园内发生一起伤害案，幼儿园员工孙某用剪刀划伤7名幼儿手臂，其中1名幼儿手臂被缝2针。目前，孙某及幼儿园负责人朱某正在接受警方进一步调查。鳳凰網（页面存档备份，存于）
- 《人民日报》刊登文章要求坚持马克思列宁主义，称西方那一套不代表中华民族的根本利益。人民日报（页面存档备份，存于）（参见：卡尔·马克思）
- 辽宁舰系统主任设计师王治国谈辽宁舰改建：工期由30个月缩短到15个月，同一研究部门已有15人牺牲。人民网
- 媒体揭秘写给中央领导的信，是怎么进国家信访局的。解放日报
- 贵州省人民医院被曝护士在ICU掌掴患儿（次日死亡），掌掴护士被开除。新华网（页面存档备份，存于）
- 5月24日早上8点40分，羁押于辽宁省大连市看守所的犯罪嫌疑人宋发敏在大连市二一〇医院住院约64个小时后，被医院诊断为临床死亡。家属拍摄的照片显示，死者遗体全身多处有伤痕。目前，大连市检察院已介入调查。新华网
- 上海市一名H7N9患者在医院死亡。目前中国共确诊H7N9患者131人。BBC（页面存档备份，存于）
- 美国政府发表声明敦促中国停止迫害六四参与者，公布被杀害、拘禁或失踪者的下落。BBC（页面存档备份，存于）

## 5月30日
- 大连市女子骑警训练基地在2001年7月投入使用至今，一直作为大连市旅游局官方指定的旅游景点向外开放。12年来，预计仅门票收入就达3000万元。有律师指出，大连市公安局此举涉嫌违法经营。记者还发现，在标价为50元的门票上，找不到税务部门印制的专用章，仅印着“大连女子骑警基地票据纪念”的字样。新华网（页面存档备份，存于）
- 据《南京日报》新闻称，建行河北省分行会计结算部副经理张杰，涉嫌集资2.924亿元，案发前归还2.898亿元。张杰投案自首，同时举报河北省公安厅治安局局长刘广英敲诈一亿一千万元。有消息称，刘广英因涉嫌受贿，已被立案侦查。新华网 Archive.today的存檔，存档日期2013-06-30

## 5月29日
- 嫁到山东潍坊的英国媳妇乔安妮遭遇强拆谈心愿：最希望突然出现在家门口的摄像头“走开”。南方都市报
- 《党建》杂志批宪政：“就是要在中国取消共产党的领导，颠覆社会主义政权。”中国共产党新闻网（页面存档备份，存于）（参见：权贵资本主义。）
- 洋河酒厂董事长张雨柏获授解放军大校军衔。新京报

## 5月28日
- 周强任职最高法两月 多地密集平反冤假错案。新华新闻（页面存档备份，存于）
- 赫章县回应“可乐乡十三岁女孩被铐游街”，可乐乡党委书记袁泽泓、派出所干警陈松停职接受调查。人民网（页面存档备份，存于）
- 湖北随州回应上访女遭暴打 粗暴执法民警已停职。人民网（页面存档备份，存于）
- 中共要求加强高校青年教师思想政治工作，实行“一票否决”。新华网（页面存档备份，存于）
- 继《解放军报》称“我们信仰的主义，乃是宇宙的真理”之后，《光明日报》发表文章称要降西方民主为地方知识。德国之声（页面存档备份，存于）
- 云南省昆明市当局通令禁止南博会期间非法游行，违者从重处罚。昆明日报 （页面存档备份，存于）

## 5月27日
- 云南省安宁市“口罩实名制”后续：媒体曝昆明市实行“打字复印实名制”，并禁止销售白衬衫。南方都市报 （页面存档备份，存于）
- 陕西省西安市长安区东大村村委为张灵甫修墓称其抗日有功，乡村教师率人民网网民怒吼称决不能给被中共枪毙的国民党将领修墓。重庆晚报（页面存档备份，存于）

## 5月26日
- 媒体曝香港亲共报刊《文汇报》高级记者宋寅于2000年在敦煌壁画刻字“到此参观考察”。华商报（页面存档备份，存于）
- 中日执法船只再次于钓鱼岛海域相遇。BBC（页面存档备份，存于）

## 5月25日
- 广东省深圳市女护士被问题电梯夹死，家属索赔800万元。责任单位深圳伟达电梯公司认为不值这价，八分之一还可以考虑。南方都市报（页面存档备份，存于）
- 第二届“武清开发区杯”天津国际马拉松赛落下帷幕，奖金临时由美元变人民币。前三名得奖者（均肯尼亚籍）等拒绝领奖。腾讯体育（页面存档备份，存于）
- 埃及卢克索神庙浮雕惊现“丁锦昊到此一游”涂鸦，经人肉搜索后，一名江苏省南京市的中学生资料被网民公布，当事人父母今日在媒体上道歉。现代快报（页面存档备份，存于）
- 云南省安宁市宣布取消“买口罩实名制”。京华时报 （页面存档备份，存于）（参见：菜刀实名制、微博实名制以及网络实名制。）

## 5月24日
- 深圳商报讯（记者 毕国学）昨晚，深圳市龙岗区人民政府新闻办官方微博发布消息称，经初步核查，涉嫌在台湾猥亵的涉事人龙岗街道党工委副书记、纪工委书记兼综治办主任李平山涉嫌严重违纪。根据有关规定，停止李平山现任职务，接受组织调查。待其问题进一步查清后，即作出相应处理，并向社会公布。新浪新闻（页面存档备份，存于）、新华网 Archive.today的存檔，存档日期2013-06-30
- 媒体称广东省“海归”高考生很多根本未出过国。第一财经日报
- 人民网开专栏吐槽美国：无德无信美国人。人民网（页面存档备份，存于）
- 甘肃正宁校车惨案责任人，原榆林子镇小博士幼儿园董事长李军纲在服刑期间“从床上掉下摔死”。京华时报 （页面存档备份，存于）
- 国家发改委主任徐绍史在瑞士否认40万亿元的城镇化规划被否决。新华网（页面存档备份，存于）
- 网易新闻今日之声报道：“宪政，就是把‘权力关进笼子里，把钥匙交给国民’。”——【北京市政协委员，华远集团董事长任志强对近日的“宪政”话题作出评价。】网易新闻（页面存档备份，存于）

## 5月23日
- 5月22日《中国周刊》报道：因为户籍限制，张图无法在京高考。随后，具有美国国籍的前妻提供援助，儿子很快能以美国公民身份，参加“美国高考”。根据教育部政策，外国侨民享有直接参加北京高考的资格。“当初是受尽歧视的随迁子女，现在却成了待为上宾的外侨。不仅可以在京高考，还能加10分。”新华网（页面存档备份，存于）
- 教育部否认《中国周刊》昨日报道（页面存档备份，存于）的“非京籍学生变美籍就可在京高考”：需当够4年美国人。中国青年报（页面存档备份，存于）
- 同仁堂晚间回应5月7日香港卫生署公告其“健体五补丸”中成药汞含量超标（疑与朱砂有关），称产品符合国家标准。每日经济新闻（页面存档备份，存于）经济参考报（页面存档备份，存于）

## 5月22日
- 5月3日京温事件坠亡女子的男友等13人因造谣滋事被捕。人民网（页面存档备份，存于）
- 广东省深圳市龙岗区新闻办称正调查街道办党工委副书记李某山在台北圆山饭店接受宴请时将年轻、俊美的男行李员拉入厕所行非礼一事。中国新闻网（页面存档备份，存于）BBC（页面存档备份，存于）
- 媒体报道家住北京的少年张图成绩优异而没有当地户口无权高考欲出国，喜获美国绿卡可直接高考更有额外加分。中国周刊（页面存档备份，存于）
- 江苏省南京市江宁区邮政局遭强拆，一夜之间被夷为平地。管委会：拆错了，但没有责任。新快报 （页面存档备份，存于）
- 《解放军报》称“我们信仰的主义，乃是宇宙的真理”。解放军报

## 5月21日
- 5月5日被朝鲜劫持的大连渔船“辽普渔25222号”和船员今晨被释放。知情者称今年朝鲜劫持的渔船已达3艘，前两艘均交钱了事。“辽普渔25222号”船主表示有关部门不满其不仅不交钱，还把事情捅给了媒体。郑州晚报腾讯网（页面存档备份，存于）
- 中共党刊《红旗文稿》刊文称宪政不属于社会主义。共产党的未经竞选的执政地位在宪政的观点看来没有合法性；而在而在共产党领导的人民民主制度下宪法也是可以修改的。求是杂志社
- 4名业主代表在河北省石家庄市规划局栾城分局的听证会上表达反对意见，遭物业打击报复，深夜抱着菜刀睡觉。中国青年报 （页面存档备份，存于）
- 广东省深圳市龙岗区横岗街马路突然发生地陷，5人坠坑死亡。中国新闻网（页面存档备份，存于）
- 湖南省湘阴县公安局通报称确认日前在湘江上发现女尸，是2个月前在省会长沙市马路上行走时掉进下水道的21岁女大学生杨丽君。新华网（页面存档备份，存于）
- 新华网报道：“农行原副行长杨琨违纪被双开 曾被曝欠30亿赌债”。2012年5月30日晚，中国农业银行发布公告，证实副行长杨琨正协助有关部门调查。此前，有媒体曝料称杨琨因牵涉进北京某房地产商赌博事件被中纪委调查，成为国有银行股改上市之后，被调查级别最高的银行高管。之后，有媒体报道称，杨琨的被调查可能涉及多宗案件：其一与北京市朝阳区著名地产项目蓝色港湾的实际控制人王耀辉案有关；其二，杨琨可能亦涉大连实德徐明案。人民网（页面存档备份，存于）
- 河北省沧州市老人祁功利服刑5年被改判无罪，申请国家赔偿法院不受理。燕赵都市报（页面存档备份，存于）

## 5月20日
- 四川在线报道：“浙江高院向被冤叔侄各支付国家赔偿金110万余元”。2013年5月17日，浙江省高级人民法院对张辉、张高平再审改判无罪作出国家赔偿决定，分别支付张辉、张高平国家赔偿金110.57306万元，共计221.14612万元。新华网

## 5月19日
- 大连船主于学君称其拥有的渔船“辽普渔25222号”和16名船员在中国海域于5月5日被朝鲜扣留，次日即报警，已时过半月仍无结果。上网求助，其新浪微博被“不存在”。辽宁海警总队对《南方都市报》表示还在等待上级指示。法新社/BBC（页面存档备份，存于）凤凰卫视（页面存档备份，存于）环球时报（页面存档备份，存于）
- 新华网长沙电（记者周楠）19日，湖南永州“上访妈妈”唐慧诉永州市劳教委行政赔偿一案有了新的进展。唐慧告诉记者，她已经收到湖南省高级人民法院的受理案件通知书。新华网（页面存档备份，存于）

## 5月18日
- 媒体曝近期殴打记者夫妇的“京城四少”成员王烁因涉嫌非法买卖枪支弹药罪等，2011年即被公诉，至今没有下文。东城区法院：不方便透露，请不要为难我们。京华时报 （页面存档备份，存于）新京报（页面存档备份，存于）
  - 2010年王烁驾驶中央警卫局车辆在北京闹市，故意将另一“京城四少”王珂驾驶的解放军总参谋部的奥迪A6撞起火。王烁还曾枪指王珂的头部威胁。南方都市报郑州晚报佛山日报[永久]
- 19岁男子向某因昨日在湖南省长沙市组织“同志”反歧视街头游行活动，被警方处以拘留12天处罚。潇湘晨报 （页面存档备份，存于）
- 中共广西某县委书记在《瞭望》谈吃喝：今天喝酒不努力，明天努力找酒喝。瞭望新闻周刊（页面存档备份，存于）

## 5月17日
- 云南网报道，云南7成陪审员被指陪而不审 好像“泥塑”。人民网
- 最高人民法院：侵犯公民人身自由权赔偿金标准为每日182.35元。人民网（页面存档备份，存于）
- 中国海监编队在钓鱼岛领海内驱离日方船只。中国新闻网（页面存档备份，存于）
  - 日本海上保安厅亦曾要求中方驶离领海。日本共同社（页面存档备份，存于）
- 海南省东方市投资4000万元人民币新建渔港变“废港”。中共东方市市委书记宋泽江：将彻查。中国新闻网

## 5月16日
- 《新快报讯》报道，广州男子王志坚坐牢865天释放后，却得知原案系错案。为此，他向原审法院花都区法院索要16.5万元国家赔偿金。但花都法院认为，王志坚在原案作有罪供述是故意虚伪供述，不予支持国家赔偿。昨日，广州市中级法院公开审理该案。人民网

- 昆明市民举行本月第二次抗议中石油云南石化1000万吨炼油项目的游行，队伍由老省政府在地五华山出发，经过正义坊、金碧路，最终到达西昌路。途中四次突破云南警官学院学员组成的人墙，最终被交警困于西昌路。昆明市李文荣市长在西昌路向市民喊话，承诺于次日12时前开通新浪微博与市民对话，否则自己下台(5月17日早已开通http://weibo.com/u/3258074703)；并计划于下周三开始多次与民众座谈。但他并未直接回答不建设炼油厂与否，只讲到PX项目建设与否可商议。昆明抗议者谈诉求 官民回旋余地有限（页面存档备份，存于）夏日散步
- 美国白宫请愿网站We the People疑在中国被屏蔽。网易（页面存档备份，存于）
- 食药监总局称要让食品安全领域谋财害命者人头落地。中央电视台（页面存档备份，存于）
- 广东省广州市食药监局公布餐饮行业抽查结果，44.4%大米重金属镉超标，具体名单不便透露。南方日报 （页面存档备份，存于）
- 网曝中共江苏省阜宁县县委发文要求向中国红十字会捐款，按行政级别定数额。南京日报 （页面存档备份，存于）
- 中国网络电视台报道：“企业欠债数亿被终结执行 法院院长女儿在受托律所”。也就是说大连中院想方设法终结执行，得利的是大连沃尔玛公司。法院本该公正执法，为什么如此偏袒一方？这起案件执行过程中什么会有这么多不正常的事发生？应该有人来查一查。(焦点访谈)人民网

## 5月15日
- 广东省深圳市罗湖区一名护士搭乘电梯头被电梯门夹住，电梯直降地下将其悬空扯断其脖子。维保单位：不存在事故，惟一个零件需要更换。深圳都市频道 新快报 （页面存档备份，存于）

## 5月14日
- 新京报讯 (记者张玉学)近日，王高伟等7人因非法拘禁来京上访人员，终审被法院以非法拘禁罪判处有期徒刑2年至1年不等，10名被非法拘禁的上访人员分别获得1300余元至2400余元不等的赔偿。光明网（页面存档备份，存于）
- 河南漯河郾城区法院对一起个人状告公安局、要求公开死亡家属鉴定勘验信息的案件作出判决，不认可警方保密理由，要求其以书面形式向原告公布相关信息。中国青年网（页面存档备份，存于）
- 海南万宁市有关部门在昨天下午就万宁某小学校长带6名女生开房事件召开了新闻通气会。2名犯罪嫌疑人因涉嫌猥亵未成年少女被刑事拘留。凤凰网（页面存档备份，存于）
- 云南省昆明市召开新闻发布会，称中石油项目污染被西山阻隔，对昆明市影响不大。中国新闻网（页面存档备份，存于）
- 湖北省宜昌市CBD购物中心电动扶梯昨日因维修拆除了一块梯板，今晨照常运行，一老太跌入扶梯内被碾死。荆楚网（页面存档备份，存于）
- 5月13日，国土资源部办公厅发出紧急通知：严防违法违规征地，杜绝暴力征地行为。新华网（页面存档备份，存于）

## 5月13日
- 大河網大河報本报周口讯 昨日凌晨，周口市中级人民法院审判委员会委员、原鹿邑县法院院长高某在家中被害，一起被害的还有他的女儿。目前，遇害原因不明，警方正全力侦破。鳳凰網（页面存档备份，存于）
- 云南省发改委：中石油PX炼油项目环评报告涉密不公开。中国新闻网 （页面存档备份，存于）

## 5月12日
- 中共中央纪委宣布国家发展和改革委员会副主任、国家能源局局长刘铁男因“涉嫌严重违纪”正接受“组织调查”。去年刘铁男曾被《财经》副主编罗昌平实名举报，但国家能源局当时随即回应称：关于刘铁男的举报为污蔑，正联系报案。新华网（页面存档备份，存于）21CN新闻新浪新闻（页面存档备份，存于）搜狐财经（页面存档备份，存于）
- 新华网长沙5月11日电（记者周楠、丁文杰）同处一间办公室的科长和副科长相互殴打，一人鼻子被咬伤，另一人手指被咬伤，这是5月10日发生在衡阳市质量技术监督局的荒唐一幕。鳳凰網（页面存档备份，存于）
- 一艘载有万吨货物的货轮今晨与南京长江大桥相撞，导致货轮沉没，而南京长江大桥则暂无恙。全部船员获救。中国新闻网（页面存档备份，存于）
- 黄洁夫介绍，国家卫生计生委正在研究制定相关的文件，凡公民逝世后捐献的器官将通过器官分配与共享系统来实现分配，严禁系统外分配移植人体器官。文件实施后，人体器官分配全部可溯源。中国新闻网

## 5月11日
- 《明报》和《苹果日报》披露中国高校要求教师“七不讲”：不讲普世价值、新闻自由、公民社会、公民权利、（共产）党的错误历史、权贵资产阶级和司法独立。BBC（页面存档备份，存于）明报（页面存档备份，存于）
- 新華網河南邓州一街道办86万元“白条”吃垮一餐馆　　本以为作为街道办事处定点接待饭店能够“旱涝保收”，却不料7年拿到86.2万元“白条”，最终只好关门了事家住河南邓州市新华路的肖静，每次回想起开办餐馆的经历都深感痛心与无奈。搜狐網（页面存档备份，存于）
- 上海约千名民众第三次集会抗议电池厂项目在松江区落户，称担忧工厂排放影响环境和健康。BBC（页面存档备份，存于）
- 京华时报据新华社电，备受社会关注的安徽省涡阳县18岁少女被袭受伤昏迷后被遗弃案，近日在安徽省利辛县人民法院开庭审理。法院作出一审判决，以玩忽职守罪、故意伤害罪分别判处涡阳县高公镇民政办负责人周玉珠有期徒刑七年，涡阳县高公镇派出所值班民警姜中常有期徒刑七年，派出所带班所长张建飞有期徒刑四年，派出所值班民警王瑞璞有期徒刑四年。目前，被告人已提起上诉。光明网
- 南昌大学团委会向学生发封口令：不得在网上讨论因“严重违纪”被调查的周文斌校长，违者记过处分。中新社
- 郭美美的玛莎拉蒂被央企中粮集团司机驾奥迪撞损后续：郭美美起诉肇事司机和中粮集团，终审胜诉。法制晚报（页面存档备份，存于）
- 四川省泸县桃子沟煤矿发生瓦斯爆炸，已知28人遇难。4天前省安监局官员曾视察指导瓦斯治理工作，以建设“社会主义新型矿山”。四川在线（页面存档备份，存于）四川在线 （页面存档备份，存于）
- 广东省惠州市博罗县4名初中生手牵手营救落水同伴，全部溺亡。广州日报（页面存档备份，存于）

## 5月10日
- 新京报讯，去年5月1日凌晨,49岁的江西访民赵习凤(化名),在北京久敬庄信访接济服务中心遭工作人员曾某性侵。昨日记者张玉学获悉,二中院终审驳回曾某上诉,维持一审法院以强奸罪判处其有期徒刑3年的判决。人民网（页面存档备份，存于）
- 国家互联网信息办公室网络新闻协调局否认有北京大学学生因其所开网站通不过网站备案砍死贵州省通信管理局干部，造谣微博已被关闭。新华网（页面存档备份，存于）
- 中新网太原5月10日电 (张雷杰 韩波)记者10日从山西省忻州市公安局获悉，因在3月11日执勤暂扣车辆过程中，发生交通意外造成宁武县公安局交警大队余庄中队两名协警一死一伤事故，善后事宜正在进行，现双方已在经济赔偿方面达成一致。 中國青年網 （页面存档备份，存于）
- 国家互联网信息办公室部署开展规范互联网新闻信息传播行动，互联网新闻坚持“共产党好、社会主义好、改革开放好、伟大祖国好、各族人民好”，禁止篡改标题。新华网（页面存档备份，存于）BBC（页面存档备份，存于）
- “不自杀承诺书”火爆中国微博，李开复等发微博表示如果“自杀”一定是“被自杀”。BBC（页面存档备份，存于）
- 中共北京市委宣传部长鲁炜任国家互联网信息办公室主任。BBC（页面存档备份，存于）
- 广东省珠海市某旧衣回收厂回收大量用红十字会“募集衣物专用袋”装的旧衣服。红十字会：误用。羊城晚报
- 贵州省安顺市大山煤矿发生瓦斯爆炸事故，已知造成12人死亡。具体下井人数曾被瞒报。中国广播网
- 阿里巴巴集团马云发表退休演讲，结束时“跪求”在座者为环保和食品安全而努力。今日早报 （页面存档备份，存于）

## 5月9日
- 叶剑英曾孙叶仲豪被曝当选为共青团中央十七大代表，正处级。新华网长江网（页面存档备份，存于）
- 环保部通报称查获了88家华北企业污染地下水企业并处以罚款（平均罚款7万元），其中55家企业被查获通过渗井渗坑向地下排污。新京报（页面存档备份，存于）

## 5月8日
- 5月3日凌晨，在京打工的安徽打工妹袁利亚离奇从北京京温服装批发市场坠楼身亡。警方定性为自杀。中國文化傳媒網[] 京温事件
- 河南省平顶山市检察院通报否认李怀亮“死刑保证书”案是冤案，因此不会抗诉。因本案两度被判死刑的李怀亮日前被无罪释放。新京报（页面存档备份，存于）
- 环保部表示“土壤污染数据属国家秘密”答复合法。新京报（页面存档备份，存于）
- 上市央企中国铁建年报显示接待费连续3年超过8亿元人民币，回应称今年争取降到7.5亿。新华网（页面存档备份，存于）
- 《人民日报》质疑琉球群岛/冲绳的归属问题，日本抗议。环球时报

## 5月7日
- 央企上市公司中国铁建年报显示“吃喝送礼费”（业务接待费，不含差旅）达8.37亿元人民币，居全国上市公司之首。中国铁建监事会主席、纪委书记齐晓飞回应称接待费不存在问题。新京报（页面存档备份，存于）
- 央视曝山东省阳信县的鸭肉变火锅羊肉产业链。新京报（页面存档备份，存于）
- 3日，美国白宫网站上出现关于朱令案的请愿。至5月6日16时04分，朱令案白宫官网请愿量突破10万人。按照美国的相关规定，签名人数达到10万人，白宫就要进行回复。

人民網
- 京华时报讯（记者佘韵卿）昨天上午10点多，北京理工大学的学生公寓内，一名大四女生缢亡。校方正在安抚逝者的家人和同寝室的3名女同学，事故原因仍在调查。搜狐教育（页面存档备份，存于）
- 新华网广西频道5月6日电（记者夏军）一名未满13岁少女，尚在就读小学六年级，因不满同班同学比自己长得漂亮，遂怀恨在心，将其约至自家杀害，并砍断头颅、手臂装入袋中。近日，广西河池市中级人民法院做出终审判决，被告人父母赔偿原告各项费用10.8万元。鳳凰網（页面存档备份，存于）

- 中国共产党新闻网北京5月7日电 （李源）：今天上午，人民网·中国共产党新闻网邀请到中央纪委信访室正局级纪律检查员、监察专员兼副主任张少龙，中央纪委信访室综合信息处副处长邓集珣，中央纪委信访室电话网络举报处副处级纪律检查员、监察员郭洪亮做客“反腐倡廉在线访谈”栏目，围绕“做好信访举报工作，维护群众权益”这一主题与网友进行了在线交流。张少龙说，有一个时期，确有一些地方存在阻挠群众到上级机关上访的现象。对此，各级纪检监察机关要坚决杜绝一切“拦卡堵截”上访群众的错误做法，严禁到来访接待场所和公共场所拦截正常上访群众。人民網（页面存档备份，存于）
- 中纪委正局级检查员张少龙称网络曝光违纪现象不属于法定举报途径，纪委难保证举报人不被打击报复，监察机关建议公众依法通过正规途径举报。新京报（页面存档备份，存于）
- 美国白宫所设的请愿网站We the People大火中国社交网络，数百网民上访白宫请求将豆腐脑定为咸的。中国广播网 （页面存档备份，存于）
- 在贵州省贵阳机场即将起飞的一香港航空航班，机上武警女军官为了给长官买烟要求飞机推迟起飞，被空姐拒绝。此事一度被网民斥责为“谣言”，而昨晚香港航空发言人向香港媒体证实了此事。凤凰卫视（页面存档备份，存于）

## 5月6日
- 人民法院报报道：“最高法副院长：宁可错放，也不可错判”。审判是诉讼的最后一个环节，也是实现司法公正的最后一道防线。刑事审判生杀予夺，事关公民的名誉、财产、自由乃至生命，事关国家安全和社会稳定，坚持依法公正审判，防止发生冤假错案，是我们必须坚守的底线。习近平总书记指示我们要“努力让人民群众在每一个司法案件中都感受到公平正义”。周强院长要求各级法院紧紧围绕这个目标，发扬优良传统，勇于改革创新，牢牢坚持司法为民、公正司法。各级人民法院和广大刑事法官有责任认真落实中央的要求和最高人民法院的部署，依法公正审理每一个刑事案件，及时准确查明事实，正确应用法律，依法惩罚犯罪和保障人权，确保每一个案件都经得起事实、法律和时间的检验。如果办了冤假错案，公平正义就荡然无存，司法的公正和权威也必将丧失殆尽。人民网

- 中国青年报报道：“女子蹲冤狱10年改判仍被关20个月 丈夫上访被劳教”。为什么无罪判决作出20个月后才放人？这是留在当事人及其家属心中的问号，也是中国青年报记者几天来想尽力调查清楚的问题。有关司法部门解释，这是维稳的需要。但仅此就能置法律于不顾，置公民的人身自由于不顾?因为不知道妻子已被判决无罪，丈夫还在继续上访，因此被劳教，失去人身自由近300天。遭此劫难的丈夫说，我们还相信法律。法治中国尤其需要对法律的敬畏，司法部门和官员更应该有这种敬畏。腾讯新闻（页面存档备份，存于）
- 最高人民法院副院长沈德咏在《人民法院报》发表文章，点名称赞制造了赵作海、张高平冤案的法院“立了功，至少功大于过”：否则人头已落地。中国法院网（页面存档备份，存于）（参见：呼格吉勒图案）
- 农夫山泉宣布关闭北京工厂，称不满于市场环境尤其是行业协会和《京华时报》。腾讯财经（页面存档备份，存于）

## 5月5日
- 新华每日电讯 报道：“山东部分姜农用剧毒农药种生姜 称自己都不吃”。据专家介绍，神农丹主要成分是一种叫涕灭威的剧毒农药，50毫克就可致一个50公斤重的人死亡，所以不能直接用于蔬菜瓜果。2010年有媒体报道，在安徽省灵璧县因为食用使用过神农丹的黄瓜，导致13人急性中毒。在3天的时间里记者走访了山东省潍坊市峡山区王家庄街道管辖的10多个村庄，发现这里违规使用神农丹的情况比较普遍。田间地头随处可以看到丢弃的神农丹包装袋，姜农们都是成箱成箱地使用神农丹。人民网（页面存档备份，存于）
- 报道马三家女子劳教所的《Lens视觉》杂志“因故推迟上市”。BBC（页面存档备份，存于）

## 5月4日
- 大河网报道：“伪造口供致当事人错误被捕后自杀 派出所长被双开”。本报南阳讯 唐河县公安局桐寨铺乡派出所长孙永远伪造口供错误逮捕，致当事人党清广自杀后，被判处拘役六个月、缓期一年执行。但不可思议的是，2008年9月被判刑后的孙永远，仍在履行公职。此事经媒体曝光后，唐河县纪委常委昨日召开会议，决定对孙永远开除党籍、开除公职。中新网（页面存档备份，存于）

- 香港文汇网报道：“昆明万人示威反化工厂 游行过程平和无冲突”。香港文汇报讯，近万名昆明市民走上街头，抵制落户安宁的中石油1000万吨/年炼油项目。尽管此前官方曾表示，项目经过最严格的环评，但仍难平息民众的质疑之声。截至发稿，昆明市政府尚未就当日发生的抗议事件作出回应。香港文汇网

- 南华周末报道：“因上街‘散步’被禁 成都市民微博反对彭州石化”。大批警察在成都维稳，天府广场被关闭，学校临时“补课”，成都戒备森严。南华周末（页面存档备份，存于） 华盛顿邮报（页面存档备份，存于） NPR（页面存档备份，存于）

## 5月3日
- 新京报报道：“邻里纠纷变成网上追逃 当事人家属拦温家宝车队”。河南南阳一场邻里纠纷发展为网上追逃，当事人自杀身亡；警察为完成批捕任务曾伪造口供。根据数年后的调查，2005年11月，唐河县公安局开展冬季“严打”，内部下达批捕任务，派出所间还要搞排名。这个背景下，桐寨铺派出所翻出了搁置的“党清广案”。新华网
- 福建法院网报道：“福建省高院二审宣告福清纪委爆炸案上诉人无罪”。今日，福建省高级人民法院在福州依法公开宣判，对涉嫌福清纪委爆炸案的上诉人陈科云、吴昌龙、杜捷生、谈敏华、谢清宣告无罪；驳回附带民事诉讼上诉人的诉讼请求。新华网福建频道 Archive.today的存檔，存档日期2013-06-30
- 奥迪被点名禁挂本月启用的新式军用车牌？新车牌启用首日，即有网民拍到挂有广州军区的新式军用车牌的奥迪Q7亮相广州市天河区闹市。与抛出“避免浪费”论的北京军区不同，广州军区没有回应。云南信息报（页面存档备份，存于）

## 5月2日
- 非装备的军用豪车不得挂2013式军用车牌？新政首日即有网民在北京市拍到挂有新式车牌的军用豪车。北京军区就此回应称：“不属于奔驰、宝马”，不要浪费。中国军网（页面存档备份，存于）（快照 （页面存档备份，存于））
- 大河网报道：“河南‘死刑保证书’案当事人望获10万国家赔偿”。李怀亮被判无罪，“这在全国范围内对于同类案件的处理，都极具现实参酌意义。”北京师范大学法学院院长、中国刑法学研究会会长赵秉志认为：此案将成中国新时期司法改革的范例。大众报业集团（页面存档备份，存于）
- “重庆不雅视频案”女主角赵红霞等6人被移送检方，涉嫌勒索雷政富300万。人民网（页面存档备份，存于）
- 《证券市场周刊》报道铁道系统贪腐成风，行贿者用大面额欧元代替人民币以减少体积、方便携带。东方网 （页面存档备份，存于）
- 邓小平28岁的孙子邓卓棣今起担任广西壮族自治区平果县副县长。云南信息报

## 5月1日
- 法广报道：“揭露马三家劳教所酷刑纪录片香港首映”。一部揭露中国辽宁马三家女子劳教所酷刑以及盘剥劳教人员的记录影片《小鬼头上的女人》，4月27日在香港预映，今天全球网络公映，在港台两地首映和在youtube上播放及出售。（页面存档备份，存于）（页面存档备份，存于）（页面存档备份，存于）
- 昨晚中国红十字会承认曾将一笔2008年汶川地震的8472万元人民币的定向捐款挪作他用，并未告知捐赠人及受赠人。南方都市报 京华时报（页面存档备份，存于）腾讯网（页面存档备份，存于）